# Goniurosaurus zhoui
Goniurosaurus zhoui — вид геконоподібних ящірок родини еублефарових (Eublepharidae). Ендемік Китаю. Описаний у 2018 році.

## Поширення і екологія
Goniurosaurus zhoui мешкають в центральній частині острова Хайнань. Вони живуть у вологих тропічних лісах, серед карстових скель, на висоті від 220 до 300 м над рівнем моря.